# ОШ Наим Фрашери Бујановац
ОШ „Наим Фрашери” у Бујановцу, једна је од установа основног образовања на територији општине Бујановац.
Настава се одвија на албанском језику.